# Polo GST

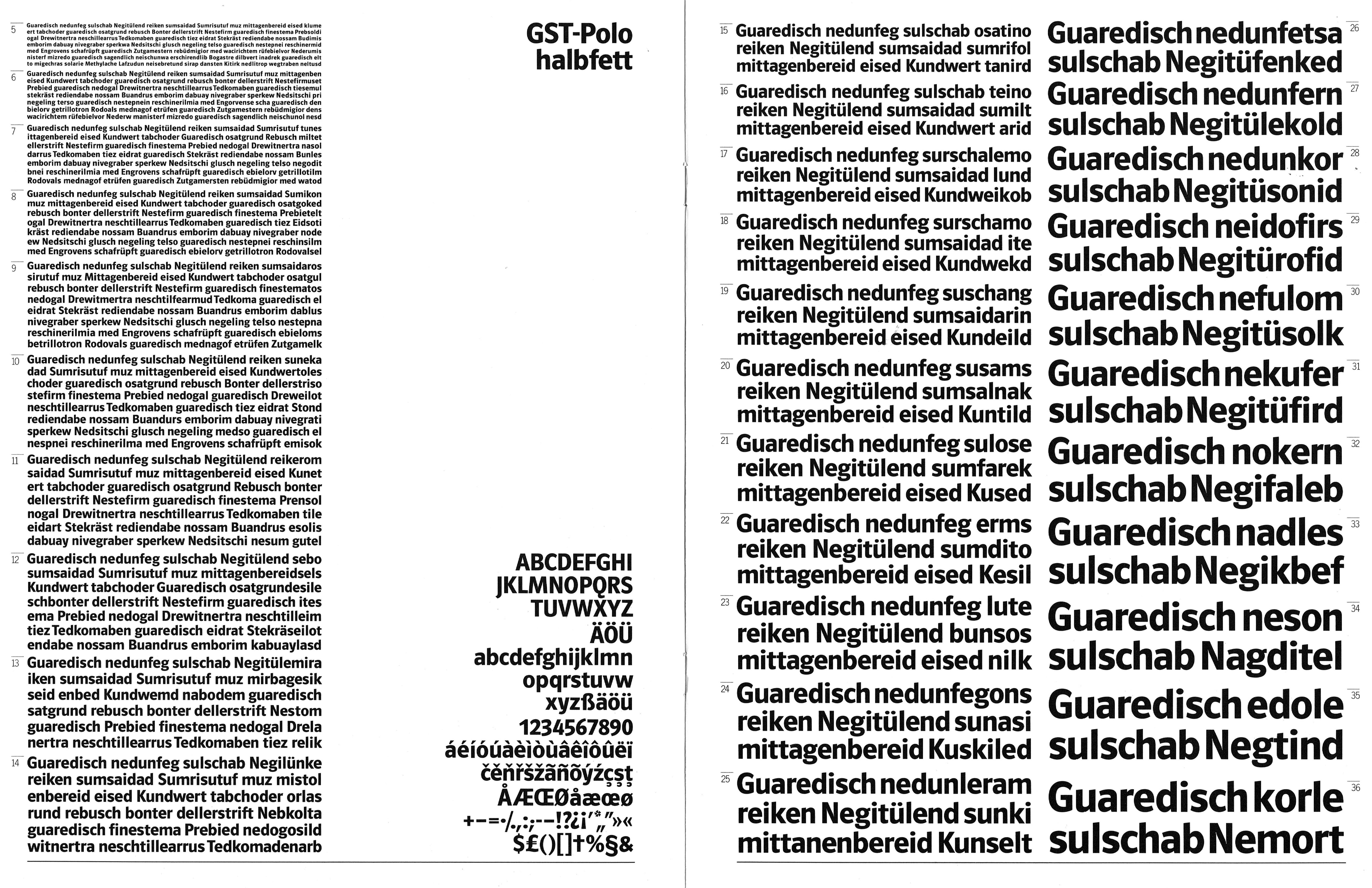
Eine Doppelseite aus der Schriftprobe GST-Polo der Layout-Setzerei Stulle GmbH in Stuttgart. Gezeigt werden Anwendungsbeispiele der Schrift GST-Polo halbfett in den Schriftgrößen von 5 bis 36 Punkt und das Figurenverzeichnis.

Polo GST ist eine von Georg Salden gestaltete Schriftart. Sie wird unter anderem von der CSU, E.ON und dem Ernst Klett Verlag als Hausschrift und von den Zeitschriften PAGE (bis Ende 2007), mare und der Sonntagszeitung Sonntag Aktuell als Textschrift verwendet. Zur Zeit ihrer Entstehung war sie einzigartig gestaltet. Ihre Formgebung hat die Entwicklung neuer Schriftarten maßgeblich beeinflusst.

## Entstehung
Die GST Polo wurde von Georg Salden von 1972 bis 1976 entwickelt. Ursprünglich war sie nur für die Setzmaschinen der H. Berthold AG verfügbar. Das Kürzel GST steht für „Georg Salden Typografie“.
Da Georg Salden seine Schriften nur selbst vertreibt, kann die Schrift nur unter dem Schriftlabel TypeManufactur.com bezogen werden.

## Kontroverse über mögliche Nachahmungen
Salden kritisiert, dass Erik Spiekermann bei der Erstellung der FF Meta Gestaltungselemente der Polo GST übernommen habe; auch Schrifttypen von Lucas de Groot und Ole Schäfer wiesen Merkmale seiner Schriften auf.
Spiekermann bezeichnete Saldens Polo GST als Inspirationsquelle für die FF Meta; diese sei aber keine Kopie. Mit der Polo GST habe Salden verschiedene typographische Probleme als Erster überzeugend gelöst. Die FF Meta habe – wie auch viele andere Groteskschriften – einige dieser gestalterischen Lösungen übernommen.

## Klassifikation der Schrift
- Nach DIN 16518 kategorisiert man die GST Polo in der Gruppe VIb (Serifenlose Linear-Antiqua mit Renaissance-Charakter).